# Bácskai Sára
Bácskai Sára Luca (Budapest, 1999. június 20. –) világ- és Európa-bajnoki ezüstérmes magyar gyorskorcsolyázó, olimpikon.

## Pályafutása
Bácskai a 2014-2015-ös versenyszezonban debütált a nemzetközi mezőnyben. A Sanghajban rendezett rövidpályás gyorskorcsolya világkupán 23. helyen végzett 500 méteren, 1000 méteren pedig 17. lett. A 2015-ös Európa-bajnokságon a 3000 méteres női váltó tagjaként bronzérmet szerzett.
A világbajnokságon egy 5. hely volt a legjobb eredménye. A női váltó tagjaként 2017-ben és 2018-ban is ezüstérmet ünnepelhetett, míg egyéniben a 2018-as Európa-bajnokságon szerzett bronzérmet 1500 méteren.
A 2018. évi téli olimpiai játékok magyar csapatának versenyzője.
A 3000 méteres női váltó tagjaként negyedik helyet szerzett.
A 2019-es Európa-bajnokságon az 5000 méteres váltó tagjaként bronzérmet szerzett.

## Legjobb eredményei
- világbajnoki ezüstérmes (váltó, 2017)
- Európa-bajnoki-ezüstérmes (váltó - 2017, 2018, 2025)
- Európa-bajnoki-bronzérmes (1500 m - 2018, váltó - 2015)